# Gerhard Korth
Gerhard Korth (* 14. Juli 1929) ist ein ehemaliger deutscher Diplomat. Er war Botschafter der DDR in mehreren lateinamerikanischen Staaten und Spanien.

## Leben
Nach dem Abitur legte Korth eine Facharbeiterprüfung als Maschinenschlosser ab, absolvierte anschließend ein Ökonomiestudium an einer Betriebswirtschaftsschule, arbeitete danach als Investitionssachbearbeiter in der Landesregierung Brandenburg. Nach Ablegung eines Examens als Fachschullehrer wurde er Lehrer und stellvertretender Direktor einer Ingenieurtechnischen Fachschule. Anschließend arbeitete er als Hauptreferent für den Bereich Lateinamerika in der Kammer für Außenhandel der DDR. In den Jahren 1956 und 1957 bereiste er verschiedene Staaten Lateinamerikas und warb in Vorträgen und durch Pressekonferenzen für eine Teilnahme an der Leipziger Messe.
1958 trat Korth in den diplomatischen Dienst ein. Von 1958 bis 1961 war er Attaché, dann Dritter Sekretär der Gesandtschaft in Belgrad. Von 1961 bis 1962 war Korth Oberreferent in der 6. Außereuropäischen Abteilung (Lateinamerika) des Ministeriums für Auswärtige Angelegenheiten der DDR (MfAA). 1962 erwarb er das Diplom als Staatswissenschaftler an der Deutschen Akademie für Staats- und Rechtswissenschaft in Potsdam. Von 1962 bis 1965 war er Zweiter Sekretär an der Diplomatischen Mission bzw. ab Januar 1963 an der Botschaft der DDR in Havanna. Von 1965 bis 1966 arbeitete er als Sektorleiter und bis 1968 als stellvertretender Leiter der 6. Außereuropäischen Abteilung (Lateinamerika) des MfAA. Von 1968 bis 1971 war er Botschaftsrat an der DDR-Botschaft in Havanna. Von 1972 bis 1973 leitete er die 6. Außereuropäischen Abteilung (Lateinamerika) des MfAA.
Korth schloss während seiner Amtszeit erfolgreich zahlreiche Gespräche über die Aufnahme diplomatischer Beziehungen zwischen lateinamerikanischen Staaten zur DDR ab. Von Juni 1973 bis 1977 war er Botschafter in Mexiko-Stadt und seit Dezember 1973 auch in Costa Rica sowie in Panama zweitakkreditiert. 1977/1978 wurde er als Botschafter der DDR nach Madrid entsandt. Von 1978 bis 1979 arbeitete er als wissenschaftlicher Mitarbeiter in der Hauptabteilung Grundsatzfragen und Planung des MfAA. 1979 war er Leiter der Regierungsdelegation der DDR zur Teilnahme an der Konferenz der Europäischen Staaten über Sicherheit und Zusammenarbeit mit den Anrainerstaaten des Mittelmeers auf Malta. Von 1979 bis 1980 leitete er als Geschäftsträger die Botschaft in Managua. Seit 1980 war er stellvertretender Leiter, ab 1983 erneut Leiter der Abteilung Lateinamerika im MfAA und Mitglied des Kollegiums des MfAA. Von 1988 bis 1990 war er erneut Botschafter in Mexiko mit Zweitakkreditierungen in Costa Rica und Panama.
Von 1995 bis 1997 arbeitete Korth als Projektleiter für Minenräumung in Guatemala unter
Schirmherrschaft der UNO Flüchtlingsorganisation (UNHCR) und wirkte an dem Gesetzeserlass des Parlaments von Guatemala zur Weiterführung und Finanzierung des Projekts nach Beendigung des Einsatzes ausländischer Hilfsgelder und Zuwendungen. Im Jahr 2002 wurde er Projektleiter für Minenräumung in Kambodscha und wirkte an der Einbindung ziviler Regierungsinstitutionen an den bereits diesbezüglich abgeschlossenen vertraglichen Vereinbarungen mit der kambodschanischen Armee mit.
Korth war Mitglied der SED. Er lebt heute als Rentner in Berlin.

## Auszeichnungen
- Vaterländischer Verdienstorden in Bronze (1973)
- Träger des Aztekenordens von Mexiko (1977)

## Werke
- Wachsende Beziehungen der DDR zu Lateinamerika. In: Deutsche Außenpolitik 14 (1969), S. 688–692.